# Tulipa toktogulica
Tulipa toktogulica — вид квіткових рослин з родини лілієвих (Liliaceae).

## Опис
Tulipa toktogulica схожий на T. talassica, з яким у нього спільна характерна подовжена оболонка, але він генетично та географічно відрізняється. Він має комбінацію морфологічних ознак, спільних для близькоспоріднених видів T. talassica, T. tetraphylla та T. ferganica, але комбінація його ознак унікальна. На відміну від більшості інших представників роду, цей новий вид має запах. Тут він також перебуває під загрозою зникнення через вузький ареал і постійну загрозу від надмірного випасу.

## Поширення
Вид із західного Тянь-Шаню, Киргизстан.